# 聞喜県
聞喜県（ぶんき-けん）は中華人民共和国山西省運城市に位置する県。

## 歴史
春秋晋の都城であった曲沃の地の一部である。前漢武帝元鼎6年（紀元前111年）、現在の県北東部に設置された。行幸中の武帝がこの地で南越国征服の捷報を聞き、喜び、当時の左邑県から改名した（河東郡に属す。『漢書』巻6 武帝紀）。後漢により現在の県治に遷された。その後も何度か県治の移転が行われたが、五代十国時代以降、再び現在の県治に遷され現在に至る。

## 行政区画
- 鎮:桐城鎮、郭家荘鎮、畖底鎮、薛店鎮、東鎮鎮、礼元鎮、河底鎮、陽隅鎮、侯村鎮、裴社鎮
- 郷:後宮郷、石門郷